# Georg Aribert von Anhalt-Dessau
Georg Aribert Prinz von Anhalt-Dessau (* 3. Juni 1606; † 14. November 1643 in Wörlitz) aus dem Hause der Askanier war einer der Söhne des Fürsten Johann Georg I. von Anhalt-Dessau, der jedoch nie zur Regierung kam.

## Leben
Als 1618 sein Vater starb, war Fürst Georg Aribert 12 Jahre alt. Deshalb kam er unter die Vormundschaft seines Bruders Johann Kasimir von Anhalt-Dessau, wurde ihm später aber juristisch gleichgestellt.
1619 wurde Georg Aribert durch seinen Onkel Fürst Ludwig I. von Anhalt-Köthen in die Fruchtbringende Gesellschaft aufgenommen. Dieser verlieh ihm den Gesellschaftsnamen der Anmutige und das Motto im Geruch und Schmack. Als Emblem wurde ihm ein Pomeranzenbaum mit reifen Pomeranzen (Citrus aurantium L.) zugedacht. Im Köthener Gesellschaftsbuch findet sich Georg Ariberts Eintrag unter der Nr. 24. Hier ist auch sein Reimgesetz verzeichnet, das er anlässlich seiner Aufnahme verfasst hatte:
Man sol zu ieder frist
 Anmutig zeigen sich im hertzen und gemüte
 Es werde, was darzu gehört mit fleis erkiest
 Gesehen eintzig nur auf mildigkeit und güte.
 Dan wird anmutig man sein im schmack' und geruch'
 Und laden auf sich nit gar leichtlich einen fluch.
Sein Bruder und seine Onkel, die Fürsten Ludwig I. von Anhalt-Köthen, Rudolf von Anhalt-Zerbst, Christian I. von Anhalt-Bernburg und August von Anhalt-Plötzkau, waren alle ebenfalls Mitglieder der Fruchtbringenden Gesellschaft.
Zusammen mit Christoph Albrecht von Zanthier leistete Georg Aribert in den Jahren 1625 bis 1629 kaiserliche Kriegsdienste. 1632 wurde ihm als eigene Residenz Wörlitz zugesprochen; daneben bekam er auch noch die Besitzungen Radegast und Kleutsch.
Am 7. März 1637 heiratete er in morganatischer Ehe Johanna Elisabeth, eine Tochter von Christoph von Krosigk.  Mit ihr hatte er einen Sohn, Graf Christian Aribert von Bähringen († 1677) und die vier Töchter Sophie von Bähringen (1637–1695), Eleonore von Bähringen (1642–1677), Dorothea Ariberte von Bähringen (1639–1661) und Johanna von Bähringen († 1660). Seine fürstliche Familie drängte auf einen Ehevertrag, der seine Ehefrau so wie seine Nachkommen vom fürstlichen Stand für immer ausschloss.
Tatsächlich kam noch ein Vertrag zustande, der am 6. Februar 1671 auf einen ersten Vertrag vom 10. Februar 1637 folgte: dem Sohn blieb der persönliche Zusatz freigestellt: „Fürst George Ariberts zu Anhalt Ehelicher und einiger Sohn“; den Töchtern hingegen wurde der persönliche Zusatz „F. George Ariberts zu Anhalt Eheleibliche Tochter“ freigestellt. Die auf die Stammreihe des Sohns vererblichen Titel waren Grafen und Gräfinnen zu Bähringen, Herrn/Frauen und Fräulein zu WalderSee und Radegast. Die hinterlassen Töchter George Ariberts waren Gräfinnen von Bähringen und Fräulein zu WalderSee und Radegast. Dabei wurde ein vom fürstlichen Hauswappen unterschiedliches, eigenes Wappen zuerkannt.
Im Alter von 37 Jahren starb Georg Aribert von Anhalt-Dessau 1643 in Wörlitz.